# Brian Banks (jogador de futebol americano)

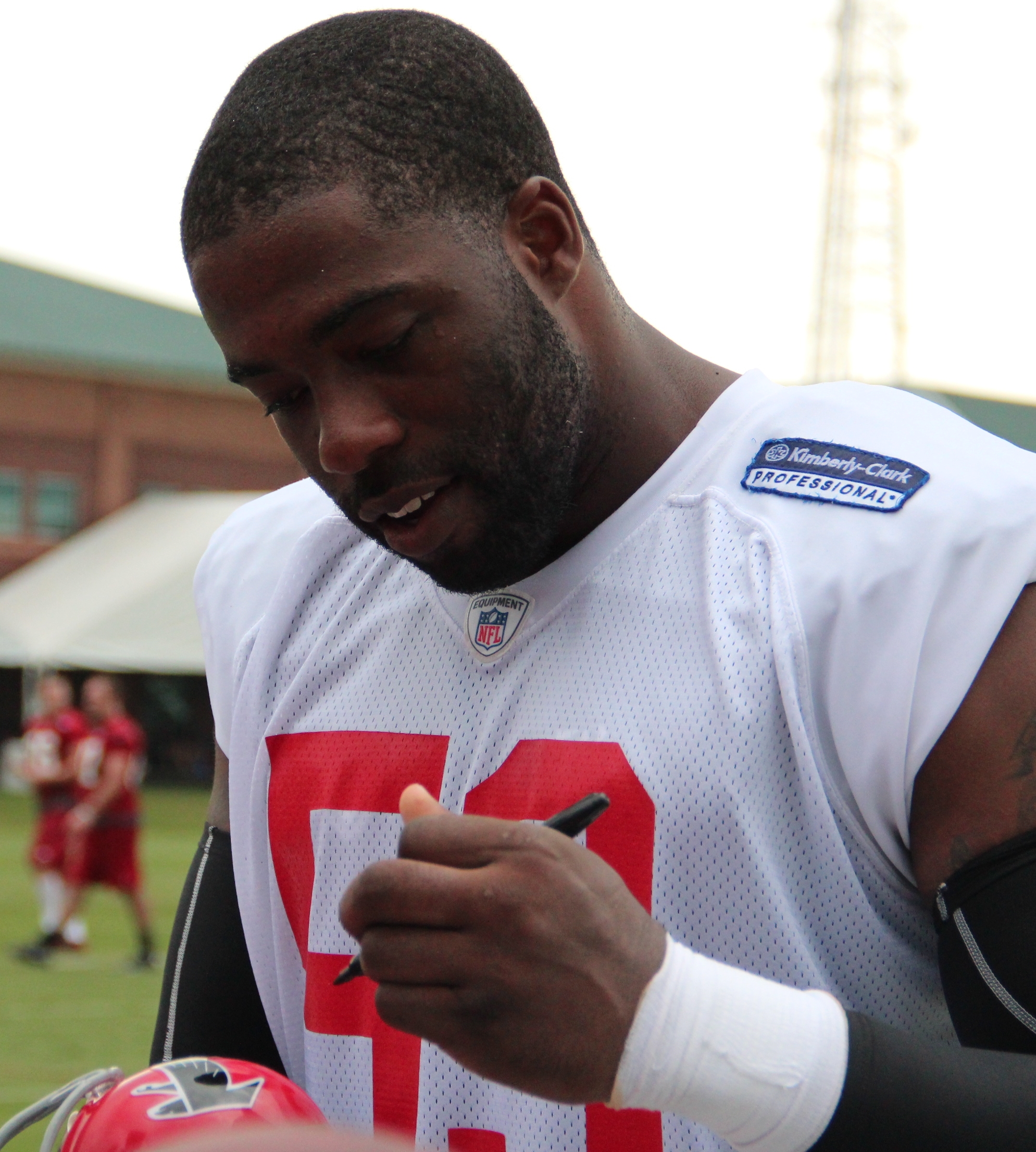
Brian Banks em 2013.

Brian Keith Banks (nascido em 24 de julho de 1985) é um ex-linebacker de futebol americano. Banks assinou com o Atlanta Falcons em abril 3, 2013 e foi lançado em 30 de agosto de 2013.
Banks foi uma estrela do futebol colegial de destaque na Polytechnic High School (Poly) em Long Beach, Califórnia. Em 2002, seu primeiro ano, Banks se comprometeu verbalmente com a USC.  Depois de ser falsamente acusado de estupro pela colega Wanetta Gibson, ele passou quase seis anos preso e cinco anos em liberdade condicional. Em 2012, sua condenação foi anulada quando sua acusadora confessou ter inventado toda a história.

## Falsa acusação de ataque sexual
No verão de 2002, Banks foi preso e acusado depois da colega de classe Wanetta Gibson acusá-lo falsamente de arrastá-la para uma escadaria da Escola Politécnica e tê-la estuprado. Confrontado com uma sentença podendo variar de 41 anos de prisão à vitalícia, ele aceitou um acordo judicial que incluiu 5 anos na prisão, 5 anos de liberdade condicional, e registrar-se como um agressor sexual. Wanetta Gibson e sua mãe Wanda Rhodes processaram o Distrito Escolar Unificado de Long Beach, alegando que o campus da Politécnica não era um ambiente seguro, e ganhou US$1,5 milhões em acordo final.
Em março de 2011, Wanetta contactou Banks no Facebook, encontrou-se com ele, e admitiu que ela tinha inventado a história. Banks secretamente gravou a confissão, porém Wanetta recusou-se a repeti-la para os procuradores, já que não queria devolver o dinheiro que ela e sua respectiva mãe conseguiram no tribunal. No entanto, Banks levou a gravação aos procuradores, e com a ajuda dos advogados do Projeto Inocência da Califórnia, o Condado de Los Angeles derrubou a condenação de Banks em 24 de maio de 2012.
Em 12 de abril de 2013, o Distrito Escolar Unificado de Long Beach anunciou que estava processando Wanetta Gibson por US$2 milhões, em um esforço para recuperar o valor de US$1,5 milhão que Wanetta recebeu, junto com os honorários de advogado e danos punitivos. Em 14 de junho de 2013, o distrito escolar ganhou uma sentença de US$2,6 milhões contra Gibson, que inclui o acordo de US$750.000 inicialmente pago para ela, junto com os honorários advocatícios, juros, e US$1 milhão em danos punitivos.
Banks agora serve como um porta-voz do Projeto Inocência da Califórnia e está trabalhando em um documentário sobre a sua história.

## Filme
Um projeto de longa-metragem baseado na história de Banks, co-produzido por Banks e Justin Brooks da CIP, estreou em 2018 e foi lançado em agosto de 2019. É dirigido por Tom Shadyac e apresenta Aldis Hodge como Banks, Greg Kinnear como Brooks e Tiffany Dupont como a advogada Alissa Bjerkhoel.